# Santiago García Aracil
Santiago García Aracil (València, 8 de maig de 1940-València, 28 de desembre de 2018) va ser un sacerdot catòlic que va ser successivament bisbe titular de Creo i auxiliar de València, bisbe de Jaén i arquebisbe de Mèrida-Badajoz, diòcesi en la qual va passar a ser arquebisbe emèrit després de presentar la seva renúncia per motius d'edat en 2015.

## Biografia

### Primers anys
Va realitzar la seva formació d'estudis eclesiàstics en el Seminari Metropolità de València. Va ser ordenat sacerdot el 21 de setembre de 1963. Llicenciat en Teologia per la Facultat de Sant Vicent Ferrer de València.

### Bisbe i arquebisbe
El 20 de novembre de 1984 va ser nomenat bisbe Auxiliar de València i va ser escollit com a bisbe titular de Creo, va prendre possessió el 27 de desembre de 1984. El 31 de maig de 1988 va ser nomenat bisbe de Jaén, i va prendre possessió el 3 de juliol de 1988. En 2004 va ser nomenat arquebisbe de Mèrida-Badajoz, prenent possessió el 4 de setembre de 2004. El 21 de maig de 2015 va ser acceptada la seva renúncia per motius d'edat.
Va morir el 28 de desembre de 2018 a València, al palau arquebisbal en el qual es va celebrar la seva vetlla i en la seva catedral la missa exequial.Va ser enterrat en el cementiri de Penàguila.

## Distincions
Al maig de 2018 va ser escollit acadèmic de número de la Reial Acadèmia de Cultura Valenciana.